# Dichotomius yucatanus
Dichotomius yucatanus là một loài bọ cánh cứng trong họ Bọ hung (Scarabaeidae).